# Balam (demonio)

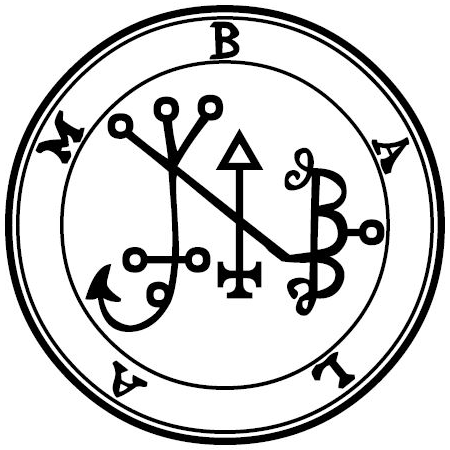
Balam sello, THE BOOK OF THE GOETIA OF SOLOMON THE KING (1904)

En demonología, Balaan  (Balan) es un gran y poderoso rey que reina (para algunos un Duque o Príncipe) en el Infierno el cual manda sobre las cuarenta legiones de demonios.
Responde preguntas acerca del pasado y el futuro. Enseña la astucia y la fineza a aquellos que se lo piden.
Balan es representado con tres cabezas. Una es la cabeza de un toro, la segunda de un hombre y la tercera de un carnero. Tiene ojos ardientes y la cola de una serpiente. Porta un halcón en su puño y cabalga un fuerte oso. En otras ocasiones se presenta como un hombre desnudo montando un oso.
Su nombre parece haber sido sacado de Balaam, uno de los profetas bíblicos.